# Общественный люстрационный комитет
«Общественный люстрационный комитет» — украинское общественное объединение, активисты которого разработали Закон Украины «Об очищении власти» (люстрации), добились его принятия Верховной Радой и обеспечивают общественный контроль за его выполнением.

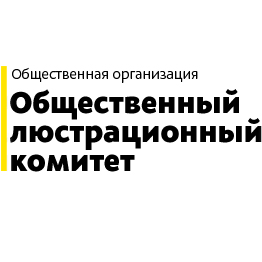
Логотип Общественного люстрационного комитета

## История
Идея создания люстрационного комитета была провозглашена 26 февраля 2014 на Евромайдане во время формирования постреволюционного правительства. Возглавить комитет предложили общественному активисту Егору Соболеву. В этот же день была создана страница Комитета в социальной сети Facebook, где призвали «выкладывать в комментах видение и предложения» по работе этой организации. На основе обсуждения 4 марта Соболев представил на рассмотрение правительства предложения по легитимации учреждения: от создания нового специального органа власти до реорганизации существующего Национального агентства по государственной службе. Однако Арсений Яценюк, который возглавил Кабинет министров Украины, не поддержал ни одного из вариантов создания комитета как правительственного учреждения. Поэтому активисты продолжали действовать как общественная инициатива, первоочередной задачей которой была разработка люстрационного законодательства. Общественный люстрационный комитет был официально зарегистрирован как общественная организация 24 ноября 2014.

### Разработка люстрационного законодательства
По мнению активистов, первыми под люстрацию должны были попасть бывший Президент Украины Виктор Янукович, работавшие с ним топ-чиновники и судьи. Первым шагом к этому должен был стать Закон Украины «О восстановлении доверия к судебной власти», принятый Верховной Радой 4 апреля 2014. Активисты люстрационного комитета по всей стране взялись контролировать переизбрания председателей судов, однако, несмотря на незначительные успехи, руководителями большинства судов остались те же судьи, что показало нежелание судейского корпуса к самоочищению. Уже в апреле 2014 года рабочая группа юристов-волонтёров во главе с Егором Соболевым разработала проект Закона «О люстрации на Украине», который касался не только судей, но и большинства чиновников времен Януковича. Законопроект был зарегистрирован в Верховной Раде Украины, однако так и не был включён в повестку дня. К этому времени уже активно функционировала страница люстрационного комитета на facebook, был создан сайт и налажен приём люстрационных жалоб от граждан. К разработке люстрационного законодательства были привлечены около 100 украинских и зарубежных экспертов, правоведов, общественных активистов, представителей СМИ, бизнеса и власти на Украине. В мае 2014 году на основе проекта Закона «О люстрации на Украине» был разработан новый законопроект — «Об очищении власти». Благодаря польскому фонду «Открытый диалог» на Украине текст этого законопроекта был переведён на 8 языков и проанализирован 25 европейскими экспертами. 13 июня активисты передали текст законопроекта Президенту Порошенко для внесения на рассмотрение Верховной Рады.
В связи с отсутствием реакции от Президента, несколько недель подряд активисты и неравнодушные выходили под стены Верховной Рады с требованием зарегистрировать, рассмотреть и проголосовать за законопроект «Об очищении власти». 24 июля законопроект был зарегистрирован в Верховной Раде Украины. 5 августа 2014 лидеры политических партий ВО «Батькивщина», ВО «Свобода» и Партия «УДАР» официально отказались от своих люстрационных законопроектов и объявили о поддержке проекта закона «Об очищении власти» № 4359. 14 августа Закон был принят в первом чтении — «за» проголосовали 252 парламентария. При доработке законопроекта ко второму чтению было рассмотрено около 100 предложенных изменений, а заседание рабочей группы ранслировались онлайн. Благодаря общественному давлению и проведению многочисленных акций под стенами парламента, 16 сентября 2014 Верховная Рада приняла Закон Украины «О очищении власти».
Президент Украины Петр Порошенко 9 октября подписал закон «Об очистке власти», который вступил в силу 16 октября после публикации в «Голосе Украины».

### Контроль за люстрацией

#### Общественный совет по вопросам люстрации при Министерстве юстиции
Сразу после подписания Президентом Порошенко Закона Украины «Об очищении власти» Общественный люстрационный комитет инициировал проведение конкурса по формированию Общественного совета по вопросам люстрации, создание которого предусмотрено Законом. 13 октября во время совместного брифинга председателя Общественного люстрационного комитета Егора Соболева и Министра юстиции Павла Петренко было объявлено три критерия, по которым будут отбираться кандидаты: 1. кристальная репутация; 2. многолетний опыт борьбы с коррупцией в качестве журналиста или общественного активиста; 3. готовность пройти люстрационное проверку. Более 500 человек, полный список которых был опубликован в открытом доступе, прислали свои биографии для участия в конкурсе на формирование Общественного совета по вопросам люстрации при Минюсте. Двенадцать из них вошли в состав вновь сформированной совета:
- Карл Волох, общественный активист, один из создателей Закона «Об очищении власти»;
- Максим Маньковский, общественный активист, организатор акций в поддержку люстрационного закона;
- Людмила Козловская, Президент Фонда «Открытый диалог»;
- Максим Опанасенко, журналист-расследователь в сфере образования;
- Анна Бабинец, журналист-расследователь в сфере обороны;
- Денис Бигус, журналист-расследователь коррупционных схем;
- Сергей Иванов, журналист, блогер;
- Алексей Шалайский, основатель проекта «Наши деньги»;
- Мария Землянская, журналист-расследователь в сфере здравоохранения;
- Татьяна Пеклун, одна из основателей движения «ЧЕСТНО», активистка Центра противодействия коррупции;
- Наталья Седлецкая, журналист-расследователь;
- Дмитрий Гнап, журналист проекта «Свідомо.Інфо» и «Общественного телевидения».

Возглавить Общественный совет по вопросам люстрации при Минюсте предложили Егору Соболеву. Позже вместо Алексея Шалайского в состав Совета вошла Севгиль Мусаева, новоназначенный главный редактор «Украинской правды». Состав совета был утверждён соответствующим приказом Министра юстиции. Егор Соболев сложил полномочия секретаря Общественного совета сразу после вхождения в должность полномочий народного депутата Украины, новым секретарём Общественного совета был избран Максим Маньковский.

#### Мониторинг и аналитика
После вступления в силу Закона «Об очищении власти» активисты Общественного люстрационного комитета начали системный мониторинг процессов люстрации:
- анализировали должностных лиц, попавших в Единый реестр люстрированных[32];
- информировали о начале проведения проверок в различных органах в соответствии с Планом проведения проверок, утверждённым Кабинетом Министров[33];
- отслеживали судебные процессы о восстановлении на должностях люстрованих чиновников[34];
- проверяли чиновников, которые оставались на должностях вопреки требованиям Закона[35];
- разоблачали откровенные факты саботажа Закона со стороны должностных лиц[36];
- фиксировали попытки чиновников избежать люстрации[37].

С декабря 2014 года Общественный люстрационный комитет запустил регулярную e-mail рассылку новостей и аналитики под названием «Дайджест люстрации».
Когда через несколько месяцев работы стало очевидно, что высшее государственное руководство саботирует процессы люстрации, активисты действовать решительнее.

#### Борьба с саботажем закона
В январе 2015 активисты добились увольнения заместителя Министра регионального развития, строительства и жилищно-коммунального хозяйства Дмитрия Исаенко, который пытался избежать люстрации за счёт статуса участника боевых действий. Активисты Общественного люстрационного комитета привлекли внимание члена Общественного совета по вопросам люстрации при Минюсте Дмитрия Гнапа к этому чиновнику. Гнап сделал скандальное расследование, а 13 января Егор Соболев вместе с другими депутатами заставил Исаенко написать заявление об отказе от статуса участника АТО, а уже на следующий день было сделано соответствующее представление об освобождении заместителя министра от должности. 16 января активисты Общественного люстрационного комитета сообщили, что второй заместитель Министра регионального развития, строительства и жилищно-коммунального хозяйства Андрей Белоусов тоже написал заявление об отказе от такого же статуса.
23 января 2015 к 100 дням действия люстрационного закона активисты Общественного люстрационного комитета провели акцию под Администрацией Президента под названием «Президент и люстрация: 100 дней саботажа». Участники митинга передали Президенту список должностных лиц, которые не были уволены ещё во время так называемой «автоматической» люстрации, которая закончилась в октябре 2014, а следовательно, незаконно находящихся на должностях.
В конце января-начале февраля 2015 активисты Общественного люстрационного комитета обнародовали результаты своих исследований, в которых говорилось о том, что Генеральная прокуратура является крупнейшим саботажником Закона «Об очищении власти». Одновременно в Верховной Раде начали сбор подписей за отставку Генерального прокурора Виталия Яремы. Уже 10 февраля Ярема был уволен с должности. Вместе с ним ушли два его одиозных заместители — Олег Бачун и Анатолий Даниленко.
12 февраля Общественный совет по вопросам люстрации при Министерстве юстиции и Общественный люстрационный комитет подали иск в суд на Генеральную прокуратуру из-за того, что руководство не увольняет прокурора Донецкой области Николая Франтовского, который подпадает под критерии так называемой «автоматической» люстрации. Согласно тексту иска, Николай Франтовский должен был быть уволен ещё в октябре 2014, а следовательно, 4 месяца занимает должность в нарушение закона. Уже через 2 дня Николай Франтовский был уволен.
ТОП-50 «недолюстрированных»
26 февраля 2015 во время пресс-конференции, посвящённой годовщине создания Общественного люстрационного комитета его основатели обнародовали список ТОП-50 должностных лиц, увольнения которых по люстрации будет добиваться, а также объявили о формировании единого реестра лиц, которым в течение 10 лет запрещено занимать государственные должности в соответствии с требованиями Закона Украины «Об очищении власти».

## Руководство
Действующий председатель ОО «Общественный люстрационный комитет» — Егор Соболев.
Органом управления общественного объединения является общее собрание.
Среди соучредителей организации: Татьяна Козаченко — адвокат, в настоящее занимала должность Директора Департамента по вопросам люстрации Министерства юстиции; Карл Волох — общественный активист, блогер.